# 존 C. 스테니스

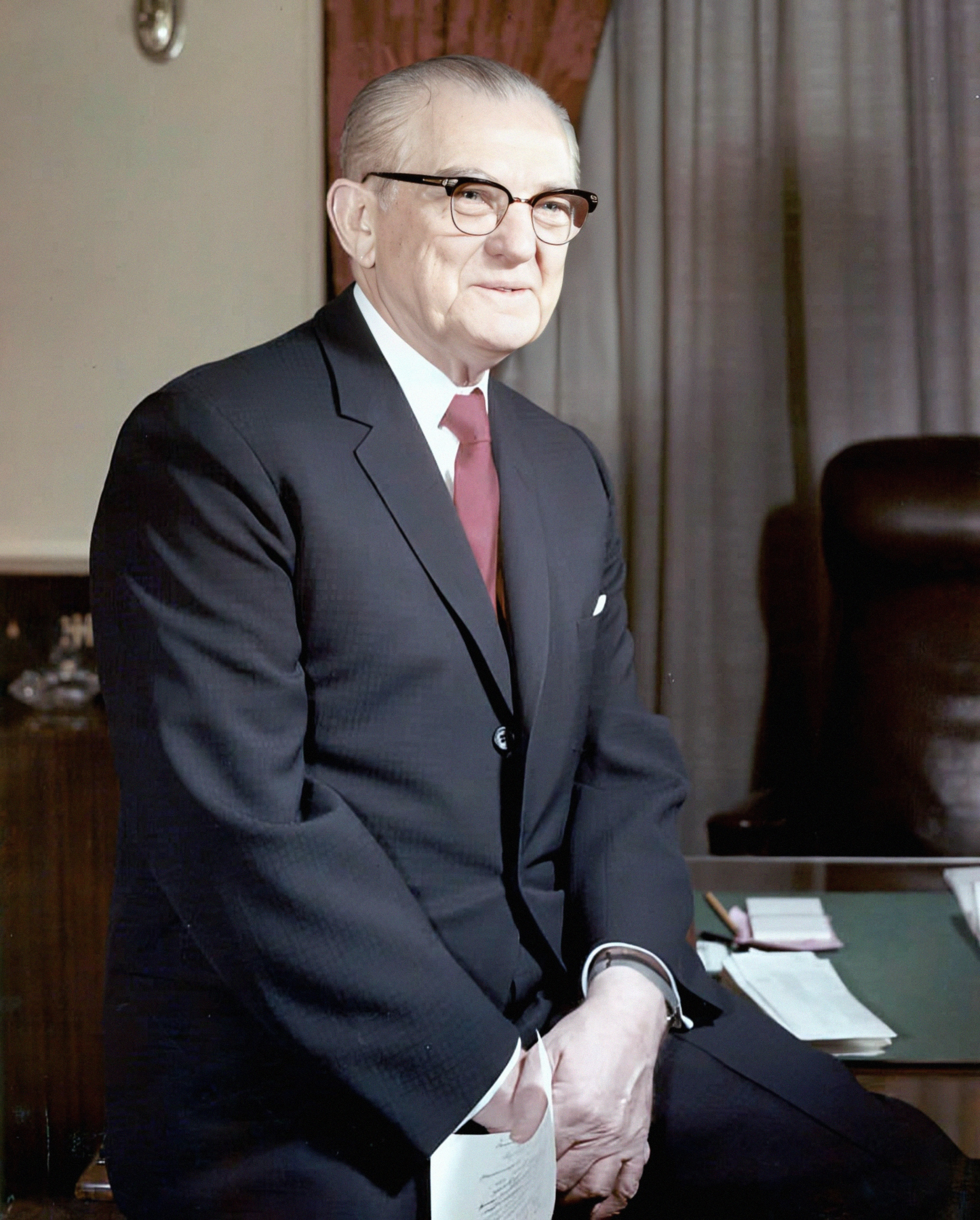
존 C. 스테니스

존 코르넬리우스 스테니스(영어: John Cornelius Stennis, 1901년 8월 3일 ~ 1995년 4월 23일)는 미시시피주 출신 미국의 상원 의원이었다.

## 역대 선거 결과
| 선거명        | 직책명                    | 대수 | 정당   | 득표율  | 득표수    | 결과 | 당락                     |
| ------------- | ------------------------- | ---- | ------ | ------- | --------- | ---- | ------------------------ |
| 1947년 재선거 | 상원의원 (미시시피 제1부) | 80대 | 민주당 | 26.88%  | 52,068표  | 1위  | 미시시피주 상원의원 당선 |
| 1952년 선거   | 상원의원 (미시시피 제1부) | 83대 | 민주당 | 100.00% | 233,919표 | 1위  | 미시시피주 상원의원 당선 |
| 1958년 선거   | 상원의원 (미시시피 제1부) | 86대 | 민주당 | 100.00% | 61,039표  | 1위  | 미시시피주 상원의원 당선 |
| 1964년 선거   | 상원의원 (미시시피 제1부) | 89대 | 민주당 | 100.00% | 343,364표 | 1위  | 미시시피주 상원의원 당선 |
| 1970년 선거   | 상원의원 (미시시피 제1부) | 92대 | 민주당 | 88.40%  | 286,622표 | 1위  | 미시시피주 상원의원 당선 |
| 1976년 선거   | 상원의원 (미시시피 제1부) | 95대 | 민주당 | 100.00% | 554,433표 | 1위  | 미시시피주 상원의원 당선 |
| 1982년 선거   | 상원의원 (미시시피 제1부) | 98대 | 민주당 | 64.20%  | 414,099표 | 1위  | 미시시피주 상원의원 당선 |